# Teknikåret 2003

## Händelser

### Januari
- Januari - De amerikanska forskarna James Katz och Ronald E. Rice lägger fram en studie om Internets sociala funktioner, och hävdar att Internetanvändare är socialt mer aktiva än icke-användare.[1]

### Februari
- 19 februari - Telia Sonera redovisar en förlust på 48 miljarder SEK.[1]

### Mars
- Mars, den första digitalkameran med organiska ljusemiterande dioder presenteras av Kodak.
- 11 mars - Sveriges kulturminister Marita Ulvskog (S) vill ersätta alla analoga TV-sändningar i Sverige med digitala till år 2007.
- 25 mars – 850 000 hushåll i Sverige har tillgång till bredband, en fördubbling på ett år. Även Internethandeln ökar markant, och en tredjedel av svenskarna deltar regelbundet i handeln.[1]

### Augusti
- 4 augusti - Berlin i Tyskland blir först i världen med att släcka de analoga TV-sändningarna.

### September
- September - En internationell undersökning från WII om datoranvändandet publiceras.[1]
- September - Adobe Systems släpper första versionen av Adobe Creative Suite.

### Oktober
- 23 oktober - Yamahas FC06 blir världens första tvåhjuling med bränslecell, och visas upp i Tokyo.[1]

### December
- 29 december – Telia och Tele2Comviq köper tillsammans 3G-licens av franska Orange.[2]

## Utmärkelser
- Alan Cox tilldelas Award for the Advancement of Free Software